# Tipula omeicola
Tipula omeicola är en tvåvingeart som beskrevs av Alexander 1935. Tipula omeicola ingår i släktet Tipula och familjen storharkrankar. Inga underarter finns listade i Catalogue of Life.